# توکیو مرین نیچیدو
توکیو مرین نیچیدو (انگلیسی: Tokio Marine Nichido) شرکت خدمات مالی و بیمه ژاپنی است، که در سال ۱۸۷۹ تأسیس شد.